# Lijst van voetbalinterlands Bosnië en Herzegovina - Griekenland (vrouwen)
Deze lijst van voetbalinterlands is een overzicht van alle officiële voetbalinterlands tussen de nationale vrouwenteams van Bosnië en Herzegovina en Griekenland. De landen hebben tot nu toe vijf keer tegen elkaar gespeeld.

## Wedstrijden
| № | Plaats       | Datum             | Competitie           | Wedstrijd                           | Uitslag |
| - | ------------ | ----------------- | -------------------- | ----------------------------------- | ------- |
| 1 | onbekend     | 16 oktober 1999   | EK 2001 kwalificatie | Bosnië en Herzegovina − Griekenland | 1 − 3   |
| 2 | onbekend     | 4 maart 2000      | EK 2001 kwalificatie | Griekenland − Bosnië en Herzegovina | 4 − 0   |
| 3 | Thessaloniki | 15 februari 2012  | EK 2013 kwalificatie | Griekenland − Bosnië en Herzegovina | 2 − 3   |
| 4 | Sarajevo     | 15 september 2012 | EK 2013 kwalificatie | Bosnië en Herzegovina − Griekenland | 1 − 1   |
| 5 | Telki        | 15 juli 2023      | Vriendschappelijk    | Griekenland − Bosnië en Herzegovina | 3 − 0   |

## Samenvatting
| Competitie        | Totaal gespeeld | Winst Bosnië en Herzegovina | Gelijk | Winst Griekenland | Doelsaldo Bosnië en Herzegovina – Griekenland |
| ----------------- | --------------- | --------------------------- | ------ | ----------------- | --------------------------------------------- |
| EK-kwalificatie   | 4               | 1                           | 1      | 2                 | 5 − 10                                        |
| Vriendschappelijk | 1               | 0                           | 0      | 1                 | 0 − 3                                         |
| Totaal            | 5               | 1                           | 1      | 3                 | 5 − 13                                        |